# Monophyllus plethodon
Monophyllus plethodon es una especie de murciélago de la familia Phyllostomidae.

## Distribución geográfica
Se encuentra en Anguila, Antigua y Barbuda, Barbados, Dominica, Guadalupe, Martinica, Montserrat, Santa Lucía y San Vicente y las Granadinas.